# Sephora

Логотип Sephora

Sephora — це французька багатонаціональна роздрібна мережа засобів особистої гігієни та косметики, в магазинах якої представлені майже 340 брендів.  Сефора також володіє власною приватною торговою маркою Sephora Collection, яка виготовляє косметику, засоби для догляду за шкірою, тілом, аромати, фарби для нігтів, інструменти для краси, лосьйони для тіла та волосся. 
Компанію було засновано в Ліможі в 1969 році . Сьогодні головний офіс компанії знаходиться в Нейї-сюр-Сен, Франція.  З 1997 року Sephora належить конгломерату LVMH   Назва походить від грецького слова, що означає краса, sephos, і грецького написання Ціппора ( грец. Σεπφώρα, Сепфора ), дружина Мойсея . 

## Історія
Sephora була вперше заснована в Парижі в серпні 1970 року. 

## Операції
Sephora запустила свій інтернет-магазин у США в 1999 році та в Канаді в 2003 році  Головний офіс у Канаді був відкритий у лютому 2007 року. Станом на вересень 2013 року магазин Sephora на Єлисейських полях у Парижі приваблює понад шість мільйонів відвідувачів на рік. 